# مؤشر ستاربكس لاتيه

فروع ستاربكس في أنحاء العالم

مؤشر ستاربكس لاتيه هو مؤشر مالي وضعته جريدة وول ستريت جورنال نظير الانتشار الواسع لفروع مقهى ستاربكس في أنحاء العالم، باعتبار أنه دليل اقتصادي لتقدير أداء العملات في كل دولة. يستند المؤشر على مبدأ تعادل القوة الشرائية PPP والتي تعني بأنه بمجرد تطبيق سعر الصرف يجب أن تكون أسعار السلع المماثلة في بلد ما متكافئة عند تقييمها بعملة بلد آخر، وعليه فإن مؤشر ستاربكس لاتيه يقارن تكلفة شراء كوب لاتيه واحد من ستاربكس بالعملة المحلية لدولة ما مقابل الدولار الأمريكي، وبالتالي قياس القوة الشرائية لكل عملة وطنية. في هذه الحالة وبحسب المؤشر فإن مقارنة سعر كوب قهوة ستاربكس لاتيه في مدينة نيويورك والذي يكلف (3.45 دولار أمريكي)، بسعر كوب لاتيه ستاربكس في كندا والذي تبلغ تكلفته (2.94 دولارا أمريكيا)، فإن هذا يشير إلى أنه بالنسبة للدولار الأمريكي، فإن الدولار الكندي أقل من قيمته الحقيقية. غالبا ما تكون هذه المقارنة صعبة بسبب الاختلافات في جودة المنتج واتجاهات المستهلكين والظروف الاقتصادية في كل بلد.

## مبدأ تعادل قوة الشراء
هي نظرية تستخدم لقياس توازن سعر الصرف بين عملتين وتحقيق المساواة بينها، وضعها غوستاف كاسل عام 1920.